# العلاقات الفانواتية الماليزية
العلاقات الفانواتية الماليزية هي العلاقات الثنائية التي تجمع بين فانواتو وماليزيا.

## مقارنة بين البلدين
هذه مقارنة عامة ومرجعية للدولتين:
| وجه المقارنة                                              | فانواتو                                  | ماليزيا       |
| --------------------------------------------------------- | ---------------------------------------- | ------------- |
| المساحة (كم2)                                             | 12.19 ألف                                | 330.29 ألف    |
| عدد السكان (نسمة)                                         | 276.24 ألف                               | 31.62 مليون   |
| الكثافة السكانية (ن./كم²)                                 | 22.66                                    | 95.73         |
| العاصمة                                                   | بورت فيلا                                | كوالالمبور    |
| اللغة الرسمية                                             | اللغة البسلاما، لغة فرنسية، لغة إنجليزية | لغة ماليزية   |
| العملة                                                    | فاتو فانواتي                             | رينغيت ماليزي |
| الناتج المحلي الإجمالي (بليون دولار)                      | 862.88 مليون                             | 314.50 مليار  |
| الناتج المحلي الإجمالي (تعادل القوة الشرائية) بليون دولار | 790.76 مليون                             | 817.43 مليار  |
| الناتج المحلي الإجمالي الاسمي للفرد دولار أمريكي          | 2.81 ألف                                 | 9.77 ألف      |
| الناتج المحلي الإجمالي للفرد دولار أمريكي                 | 3.03 ألف                                 | 25.64 ألف     |
| مؤشر التنمية البشرية                                      | 0.594                                    | 0.779         |
| رمز المكالمات الدولي                                      | +678                                     | +60           |
| رمز الإنترنت                                              | .vu                                      | .my           |
| المنطقة الزمنية                                           | ت ع م+11:00                              | ت ع م+08:00   |

## منظمات دولية مشتركة
يشترك البلدان في عضوية مجموعة من المنظمات الدولية، منها:
| علم المنظمة | اسم المنظمة                        | تاريخ انضمام فانواتو | تاريخ انضمام ماليزيا |
| ----------- | ---------------------------------- | -------------------- | -------------------- |
|             | يونسكو                             | 10 فبراير 1994       | 16 يونيو 1958        |
|             | مؤسسة التمويل الدولية              | 28 سبتمبر 1981       | 20 مارس 1958         |
|             | بنك التنمية الآسيوي                | 1981                 | 1966                 |
|             | منظمة حظر الأسلحة الكيميائية       | ?                    | ?                    |
|             | مؤسسة التنمية الدولية              | 28 سبتمبر 1981       | 24 سبتمبر 1960       |
|             | منظمة التجارة العالمية             | ?                    | ?                    |
|             | وكالة ضمان الاستثمار متعدد الأطراف | 27 يوليو 1988        | 6 ديسمبر 1991        |
|             | الاتحاد البريدي العالمي            | ?                    | ?                    |
|             | الاتحاد الدولي للاتصالات           | 30 مارس 1988         | 3 فبراير 1958        |
|             | الأمم المتحدة                      | 15 سبتمبر 1981       | 17 سبتمبر 1957       |
|             | البنك الدولي للإنشاء والتعمير      | 28 سبتمبر 1981       | 7 مارس 1958          |
|             | المنظمة الهيدروغرافية الدولية      | ?                    | ?                    |
|             | دول الكومنولث                      | ?                    | ?                    |

## وصلات خارجية
- موقع وزارة الخارجية الماليزية